# エルンスト・テールマン
エルンスト・テールマン（独: Ernst Thälmann、1886年4月16日 - 1944年8月18日）は、ヴァイマル共和政期のドイツの共産主義者、政治家。ドイツ共産党のスターリン化を押し進め、党の独裁体制を完成させた。

## 概要
小学校しか出ていない無学な労働者出身だが、ドイツ共産党 (KPD)の左派として頭角を現す。ソビエト連邦の指導者ヨシフ・スターリンおよびコミンテルンの方針に忠実だったため、1925年にルート・フィッシャーがスターリンの不興を買って失脚した後にスターリンの後援を受けてドイツ共産党の議長に就任した。党をスターリン主義化し、独裁的な党指導や個人崇拝を推し進めた。テールマン率いる共産党は、選挙や街頭闘争においてドイツ社会民主党(SPD)や国家社会主義ドイツ労働者党(NSDAP、ナチ党)と勢力を争ったが、1933年にナチ党が政権を掌握すると逮捕され、1944年にブーヘンヴァルト強制収容所で殺害された。

## 経歴

### 共産党入党前
1886年4月16日にドイツ帝国自由都市ハンブルクの雑貨商人ヨハネス・テールマン(Johannes Thälmann)とその妻マグダレーナ(Magdalena, 旧姓Kohpeiss)の息子として生まれる。
1892年から1893年にかけて両親が横領罪で1年の懲役を食らったため、里親の下で過ごした。1893年から1900年までハンブルクの小学校(Volksschule)で学んだ後、家業を手伝うようになる。
1902年から1903年にかけてシュレースヴィヒ＝ホルシュタイン第9徒歩砲兵連隊に所属したが、思想的に怪しまれて解任された。
1903年にドイツ社会民主党(SPD)に入党。1904年から1915年までハンブルクの港湾労働者、造船所労働者、倉庫労働者、蒸気船の火夫、馬車引きなど職を転々として働き、ドイツ貿易・運輸・交通労働者中央労働組合(Zentralverbands der Handels-, Transport- und Verkehrsarbeiter Deutschlands)で活動した。1906年には政治警察からマークされた。1913年にはローザ・ルクセンブルクのストライキの呼びかけを支持した。
第一次世界大戦中の1915年1月に陸軍の召集令状を受けたのを機に靴屋の娘ローザ・コッホと結婚した。彼女との間に一人娘イルマを儲けている。1915年から1918年にかけて陸軍に従軍し、西部戦線へ出征した。二級鉄十字章、ハンザ同盟十字章、戦傷章などを受勲した。
1918年10月に帰国し、ドイツ革命の最中の11月にドイツ独立社会民主党(USPD)に入党している。独立社民党と所属労働組合内において頭角を現す。

### ドイツ共産党入党
1920年に独立社民党がコミンテルンに参加するか否かで分裂し、コミンテルン参加派は1920年12月にドイツ共産党 (KPD) と合流、テールマンもこの流れに属した。合同党大会においてテールマンは党中央委員に選出された。戦後もハンブルクで職を転々として暮らしていたテールマンは、ハンブルク地区委員長に就任している。
コミンテルンの暴力革命指令により党は1921年3月にマンスフェルトを中心に武装蜂起を起こしたが、中央政府から派遣されてきた軍に鎮圧されて失敗に終わった（3月闘争）。党指導部はこの3月闘争の失敗の弁明のため「学のないテールマン」を1921年6月から7月の第3回コミンテルン大会に代表として送った。この際にウラジーミル・レーニンと初めて会見を持った。
党内においてテールマンはルート・フィッシャーやアルカディ・マズローらと並ぶ左派の代表的人物であり、党議長ハインリヒ・ブランドラーの「統一戦線戦術」や「労働者政府」（社民党内や労働組合内の反指導部層と共闘してプロレタリア革命へ誘導する戦術）といった右派方針に反対していた。社民党は断固粉砕し、仮借なきプロレタリア革命を遂行すべきとする立場だった。
ブランドラー指導部は「統一戦線戦術」を旨とする右派が多数を占めており、左派は排除されていたが、1923年5月にはブランドラー指導部とコミンテルンの協議の結果として、テールマンやフィッシャーら左派も指導部に入ることになった。

### 1923年10月の武装蜂起計画をめぐって
1923年秋にコミンテルンが再び暴力革命方針へ転換、これを受けてブランドラー指導部は「統一戦線戦術」「労働者政府」の方針と組み合わせた武装蜂起計画を策定。その計画に基づき、1923年10月にザクセン州やテューリンゲン州の社民党左派政権に共産党員を入閣させたうえで、中部ドイツから革命軍事行動を起こす準備を開始した。
事態を危険視したベルリン政府は10月20日にも大統領緊急令によりザクセン政府の解任を宣言し、国防軍をザクセンへ出動させた。共産党はこれに対抗してゼネストと武装闘争を決定したが、ケムニッツの会議で社民党左派から武装蜂起の同意を得られなかったため、共産党も退却を決定するしかなくなった。ケムニッツ会議が行われている間、武装蜂起命令書を携えた伝令たちが会議室の前で決定を待っていたが、会議室から出てきたテールマンは独断で「行け！出発！順番に！」と指示して伝令たちを走らせた。これを知ったブランドラーは伝令たちを追いかけ、駅で引き留めたが、ハンブルクへの伝令だけは間に合わず、10月24日から26日にかけてハンブルクで数百人の共産党員の武装蜂起が起きた。しかしこの蜂起は警察によってただちに鎮圧された。
その後、国防軍はさしたる抵抗にあうこともなく10月29日にザクセン首都ドレスデンへ入城し、10月30日にザクセン州政府を解体。数日後にはテューリンゲン州政府も同様の末路をたどった。共産党の蜂起計画は完全な失敗に終わった。

### 左派指導部の幹部
テールマンら左派はこの10月敗北の原因をブランドラー指導部の右派的方針に求めた。すなわちブランドラーが「統一戦線戦術」「労働者政府」の方針で社民党左派との共闘に固執して革命を裏切った結果であると批判した。
折しもソ連ではレーニンの後継者を巡る権力闘争の最中であり、トロイカ（ジノヴィエフ、カーメネフ、スターリン）とトロツキー及びその友人カール・ラデックの対立が起きていた。そのため両陣営間で10月敗北の責任の押し付け合いが発生し、最終的にはブランドラーとラデックに全責任があるとされた。ブランドラーの党内の立場は地に落ち、1924年2月19日のハレでの第4回中央委員会においてテールマンはブランドラーを激しく攻撃。中央委員会は全会一致で指導部の入れ替えを行うことを決議した。
代わってフィッシャーやマズローを議長とした左派指導部が発足した。テールマンも政治局入りを果たすとともに、党の副議長に就任した。同年5月には国会議員選挙に立候補して国会議員に当選。また同年夏にモスクワで行われた第5回コミンテルン大会でコミンテルンの執行委員に選出されている。1924年から1929年にかけては共産党の私兵部隊「赤色戦線戦士同盟」の議長も務めた。
1925年3月と4月に行われた大統領選挙に出馬した。旧帝政軍人で保守主義者のパウル・フォン・ヒンデンブルク、社民党やカトリックなどリベラル勢力の支持を受ける中央党のヴィルヘルム・マルクスの両名と争ったが、選挙は事実上ヒンデンブルクとマルクスの一騎討ちとなり、ヒンデンブルクが僅差で勝利している。テールマンは泡沫候補に終わった。ヒンデンブルクとマルクスの票差は僅差であったため、テールマンのせいでリベラル・左翼票が割れた面がある。

### 共産党議長に就任

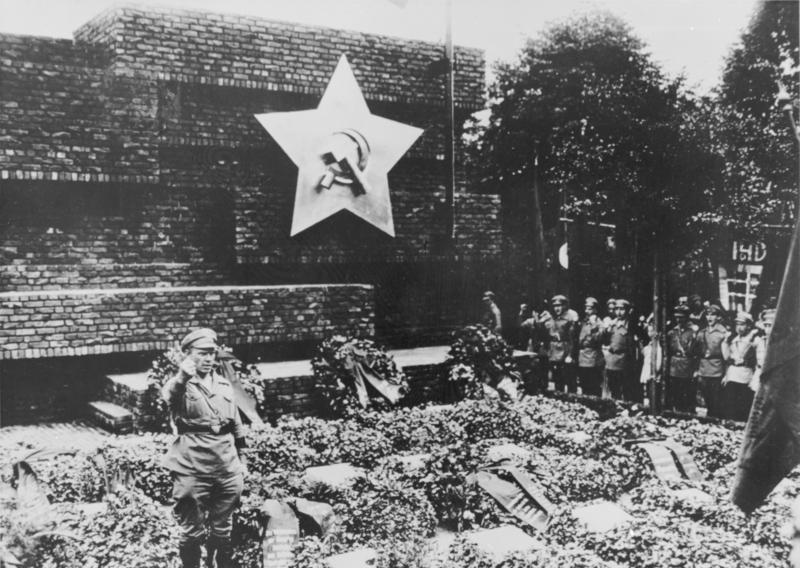
1926年にフリードリヒスフェルデ中央墓地に建設された革命記念碑の前で演説するテールマン

左派のトロツキーとの闘争から右旋回したスターリンの影響を受けてコミンテルンは、1925年に再び「統一戦線戦術」をとるべきことをドイツ共産党に命じた。フィッシャーやマズローはコミンテルン方針に従ったものの、スターリンから忠誠を疑われ、その圧力で1925年秋に失脚した。一方テールマンは、フィッシャーやマズローと手を切ってスターリンに絶対忠誠を誓う左派の派閥（親コミンテルン左派）のリーダーとなり、スターリンの後援を受けて、1925年10月に党議長に就任した。
議長就任から2、3年間のテールマンの党指導は、親コミンテルン左派を中心としつつ、エルンスト・マイヤーら調停派(中間派)も指導部に取り込んで、ブランドラーあるいはフィッシャーの「左右の行き過ぎ」を避けて中間的な路線を取り、反対派（特にフィッシャーら左派反対派やショーレムら極左反対派）を抑えこむものだった。この路線は1928年から1929年頃に極左路線へ転換するまで維持された。この中間路線はトロツキーとジノヴィエフに対する闘争でブハーリンら右派の協力を得ながらも左派回帰の可能性も閉ざしていなかったスターリンの方針に並行するものだった。

### ウィトルフ事件

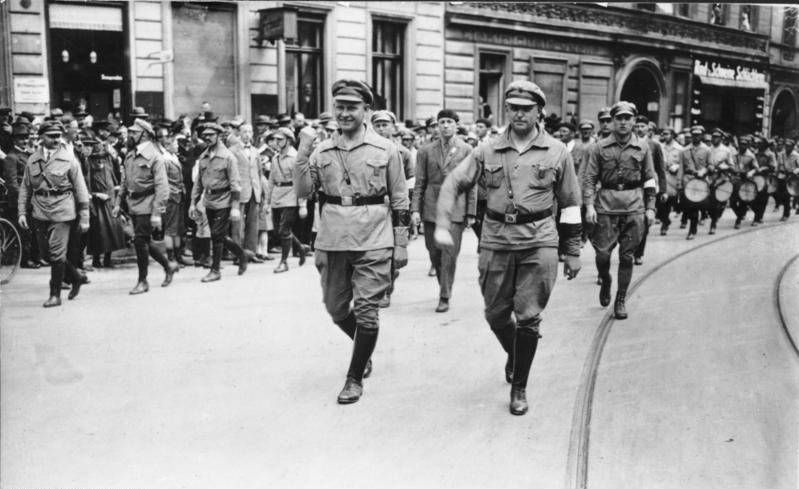
赤色戦線戦士同盟を率いて行進するテールマン(中央左)。中央右はヴィリー・レオー（1927年6月ベルリン）

1928年になるとスターリンの指示でコミンテルンは再び左旋回した。これは左派の政敵を片付けたスターリンが、続いてブハーリンら右派の政敵の排撃を開始し、ネップの中止、五カ年計画の開始という左派コースを取り始めたためである。ブハーリンはジノヴィエフ解任後にコミンテルンの第一人者となっていたため、その影響はすぐにコミンテルンとその支部（各国の共産党）に波及した。
早くも1928年2月のコミンテルン執行委員会拡大総会でドイツ共産党とソ連共産党の間に秘密協定が結ばれ、その中で「右派共産主義者は主敵である」と宣告された。左旋回が公然化されたのは1928年7月から8月にかけての第6回コミンテルン世界大会だった。テールマンはそれに従って右派と調停派を計画的にポストから追放していった。
追いつめられた右派と調停派はテールマンに近いハンブルク地区党書記・中央委員ヨーン・ウィトルフが党の公金を横領し、テールマンがそれをもみ消した事件を中央委員会で取り上げることで反撃に打って出た。1928年9月25日と26日の中央委員会は調停派エーベルラインや右派エーリヒ・ハウゼンらの主導でテールマンに有罪判決を下し、テールマンの職務の停止を決議した。
しかしここでスターリンが介入し、テールマンを失脚させてはならぬとの指令がヘルマン・レンメレを通じてドイツ共産党に下され、10月6日にはコミンテルン執行委員会幹部会もテールマン復権を決議している。中央委員の大多数は、このモスクワからの圧力に怯え、テールマンの職務停止を解除するとともに「右派と調停派はハンブルク事件を利用した」とする決議を出した。スターリンとテールマンは間髪入れず右派と調停派に対して殲滅的攻撃を開始し、右派と調停派はことごとく中央委員会から叩き出され、テールマン、レンメレ、ハインツ・ノイマンの「三頭政治」が党を引き継いだ。

### 右派粛清とテールマン独裁体制の確立

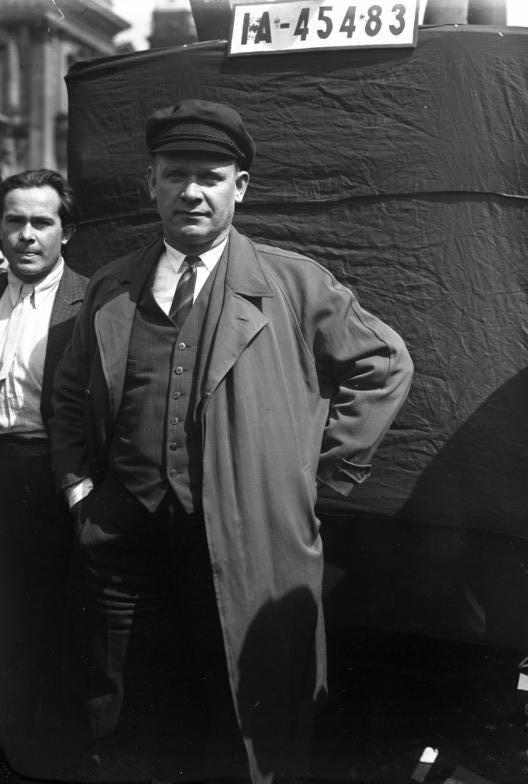
1932年1月のテールマン

1928年から1929年にかけて粛清が吹き荒れ右派全員（ブランドラー、ベルタ・タールハイマー、パウル・フレーリヒ、ヤコブ・ワルヒャー、ハンス・ティテル、ハウゼンら）が党から除名され、調停派も解任された。これ以降もはやいかなる反対派も党内に存在することは許されなくなり、1929年6月の党大会までには党のスターリン主義化を完成させた。組織された反対派が消されたことにより、党内抗争はなくなり、指導部の方針への逸脱は個々の除名、処分によって阻止されるようになった。ここにドイツ共産党はソ連共産党のスターリン体制をそのまま移植したテールマンの独裁政党となったのだった。
またソ連で盛んになりつつあったスターリン個人崇拝に倣ったテールマン個人崇拝も進んだ。この点において共産党は国家社会主義ドイツ労働者党(NSDAP,ナチス)の総統アドルフ・ヒトラーにライバル意識を燃やしていた。ヒトラーに対してテールマンを「プロレタリアートの総統」として対抗させることができるし、させなければならぬと考えていた。

### 「社会ファシズム論」
1928年の第6回コミンテルン世界会議が「社会ファシズム論」を強化させて社会民主主義を主敵と定める方針を採択すると、テールマン率いるドイツ共産党もドイツ社民党への闘争を強化した。この極左戦術で共産党の過激化が強まり、特に党の実力組織である赤色戦線戦士同盟は荒れ狂い、ナチスの突撃隊(SA)や社民党の国旗団と武力衝突を起こす事が増えた。
1929年5月の血のメーデー事件を機に社共対立は絶頂に達した。社民党政府は赤色戦線戦士同盟を非合法化したり、共産党集会を禁じたりするなど共産党への弾圧を強化し、共産党は「社会ファシズム論」にますます傾斜した。1931年夏にナチ党がプロイセン州社民党政府打倒を狙って起こしたプロイセン州議会解散を求める国民請願運動には共産党も参加するなど、社民党に対する闘争の範囲内においては、ナチ党との共闘も厭わなくなっていった。
1929年から1930年にかけては社民党系労組中央組織ドイツ労働組合総同盟(ADGB)の分裂を促し、共産党系労組中央組織革命的労働組合反対派(RGO)を結成させた。

### 選挙の躍進

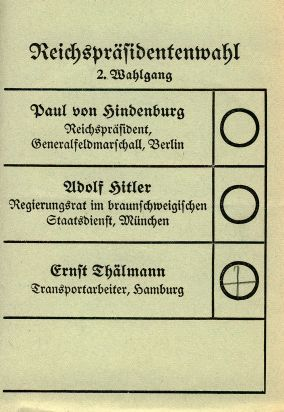
1932年大統領選挙の際の投票用紙。上からヒンデンブルク、ヒトラー、テールマン。

1929年の世界恐慌以降、大衆の急進化で共産党の人気は高まった。1930年9月14日の国会選挙では、共産党は社民党支持層の票を吸って得票を133万票増加させて13.1%の得票率を得て77議席（総議席577議席）を獲得し、社民党とナチ党に次ぐ第3党となった。
1932年春にはヒンデンブルクの大統領任期切れから大統領選挙が行われた。1925年の時と同様に共産党からはテールマンが立候補した。テールマンの他には再選を目指すヒンデンブルク、ナチ党のヒトラー、鉄兜団のテオドール・デュスターベルクなどが出馬した。テールマンは「ヒンデンブルクへの投票はヒトラーへの投票と同じ。ヒトラーへの投票は戦争への投票と同じ（Wer Hindenburg wählt, wählt Hitler, wer Hitler wählt, wählt den Krieg）」を選挙スローガンにして選挙戦を戦ったが、3月13日の投開票の結果、ヒンデンブルク1865万票、ヒトラー1133万票、テールマン490万票、デュスターベルク255万票という結果に終わった。過半数に達した候補がなかったため、第2次投票が行われることとなった。第2次選挙にはヒンデンブルク、ヒトラー、テールマンの3人が立候補したが、4月10日の投開票の結果、ヒンデンブルク1939万票、ヒトラー1341万票、テールマン370万票という結果となりヒンデンブルクが大統領に当選した。
1932年7月31日の国会選挙では得票率14.3%へと得票を増やし、89議席（総議席608議席）を獲得、同年11月6日の国会選挙でも得票率16.8%に増やし、100議席（総議席584議席）を獲得し、ナチ党と社民党に次ぐ第3党の地位を維持し続けた。とりわけナチ党も社民党も得票を減らして共産党だけが得票を伸ばした1932年11月6日の選挙は共産党を有頂天にさせ、党はこの成功を過大評価した。

### ノイマンとレンメレの失脚
1932年初頭には最高指導部（テールマン、ノイマン、レンメレ）の仲が険悪になっていた。そのためテールマンはノイマンの影響力が強い党中央委員会書記局を全く無視するようになり、秘書ヴェルナー・ヒルシュをはじめとする取り巻きたちの中に第二の書記局のようなものを作り、そこからノイマンやレンメレに対して陰謀を仕掛けるようになったという。
3月13日の大統領選挙第一次投票でテールマンが惨敗した。これについて3月14日の書記局会議でノイマンが間接的にだがテールマンに批判的な総括文を提起したことで、テールマンとノイマンの対立が絶頂に達した。しかし4月10日の段階ではすでにノイマンとレンメレは解任されていたようである。2人によれば書記局の決議も議論もなしにテールマンの一存だけで役職を取り上げられたという。
5月14日にはこの対立についてコミンテルン執行委員会の政治委員会協議がもたれ、17日に「最近の党最高指導部におけるレンメレとノイマン両同志の挙動は、断固として処罰される。というのもその挙動によって最高指導部の破壊の危険性を作り出し、党指導部の行動を麻痺させたからである。ノイマン同志は6ヶ月の期間 KPD以外の国際的活動に従事する。レンメレ同志は、テールマン同志との緊密に共同して積極的に党の最高指導部の中で活動しなければならない」とする決定が下された。この際に人事も決定されたが、ノイマン・グループを中枢部から遠ざけ、テールマンの取り巻きたちを重用する物だった。
この決定にはスターリン自らが関与したといわれる。ノイマンは1927年12月に広東コミューン創設のために派遣されるなどスターリンの信任の厚い人物だったものの、スターリンにとってはテールマンの方が優先だったようである。歴史家クラウス・キンナーによれば「スターリンは、若く勤勉で野心をもったノイマンよりもテールマンの方を、ソ連邦以外で最も重要なセクションにあって容易に自分が影響力を行使できる指導者だと見なしていた」という。

### 逮捕・死去
1933年1月30日にナチ党党首アドルフ・ヒトラーがパウル・フォン・ヒンデンブルク大統領から首相に任命された。2月1日に国会が解散されて選挙戦へ突入したが、2月4日には野党の行動を制限する「ドイツ民族保護のための大統領令」が発令され、2月初めには共産党は機関紙・集会の禁止、党地方局への捜査と押収、党職員の逮捕などで全く防衛的な立場に追いやられた。
さらに選挙期間中の2月27日に国会議事堂放火事件が発生し、オランダ共産党員マリヌス・ファン・デア・ルッベが犯人として逮捕されると、プロイセン内相ヘルマン・ゲーリングは国際共産主義運動全体の陰謀と見做し、2月28日に制定された事実上の戒厳令「ドイツ国民と国家を保護するための大統領令」に基づき、共産党員4000人を逮捕、共産党の機能はほぼ完全に停止した。追いつめられた共産党は、長年ライバル関係にある社民党に対し「ファシストの攻撃に対抗する行動の統一戦線」を求めたが、共産党は依然としてコミンテルン方針である「社会ファシズム論」の縛りを受けていたので共闘を求めながら罵倒を止めない矛盾した態度を取り続けた結果、社民党から拒絶された。3月5日の選挙の結果、共産党は81議席を獲得したが、直後の3月9日に共産党議員の議員資格が議席ごと抹消されたため、総議席が減少してナチ党が単独過半数を獲得した。
テールマン自身は3月3日にベルリンの自宅で逮捕されている。1933年から1937年にかけてモアビット刑務所に拘留された。容赦のない尋問を受け、尻や顔や背中をカバの皮の鞭で打たれ、歯も4本折られた。1935年には刑事裁判待ちの拘留から保護拘禁に切り替えられた。
収監中、テールマンは自分の処遇についての詳細な描写を密かに文書にして持ち出すことに成功した。"ズボンを脱ぐように命じられ、二人の男に首の後ろをつかまれ、踏み台に挟まれた。制服を着たゲシュタポの将校がカバの皮の鞭を手に、私の臀部を一定のストロークで叩いた。痛みで気が狂いそうになった私は、何度も大声で叫んだ。それからしばらく口をふさがれ、顔と胸と背中を鞭で殴られた。それから私は倒れ、床に転がり、常に顔を伏せ、彼らの質問には何も答えなくなった。"
1937年から1943年にかけてはハノーヴァー裁判所刑務所に収監され、ついで1943年から1944年にかけてはバウツェン刑務所に収監された。
あれほどスターリンに忠誠を尽くしてきたにもかかわらず、1939年8月に独ソ不可侵条約が締結されるやスターリンから見捨てられた。ソ連共産党は1939年の国際青少年日に際して「テールマン同志万歳」の予定になっていたスローガンをナチス政権に配慮して除去し、急遽「スターリン同志の指導によるソビエト連邦の偉大な外交政策万歳」に変更した。またテールマンの妻ローザは独ソ不可侵条約締結後、ソ連大使館に夫の釈放のための仲裁を懇願しているが、スターリンからは無視された。
1944年8月にはブーヘンヴァルト強制収容所へ移送の上、親衛隊 (SS) 隊員により銃殺された。ナチスは元社民党のルドルフ・ブライトシャイトと共に連合軍のブーヘンヴァルト空爆により死亡したと虚偽の発表をした。なお妻ローザと娘イルマは、テールマン殺害に先立ち逮捕され、ラーフェンスブリュック強制収容所及びその付属収容所に送られたが、二人とも生きて終戦を迎えることができた。

## 人物
素朴な人柄で大衆には人気があったがナチスや国家人民党などの保守・右翼と並んでワイマール体制に否定的であり、無条件でスターリンに盲従するだけの人物であったため、存命中より左派からも批判されていた。テールマンに近かったクララ・ツェトキンでさえも彼の指導下における党の内情を「小派閥に固まり陰謀をめぐらせ互いに敵対する」と評し、テールマンを「無学で理論的に訓練されず、自己弁護する性格で自制心に欠いている。批判的ですらない自己欺瞞と妄想にとりつかれている」と批判している。歴史家クラウス・キンナーもスターリンがテールマンをドイツ共産党党首にしたのは簡単に操り人形にできる存在だったためとしている。

## 顕彰
戦後、ドイツ共産党の後身ドイツ社会主義統一党が支配する社会主義国・東ドイツが成立すると、東ドイツや東側諸国ではテールマンは「ナチスの犠牲となった共産主義の闘士」として顕彰されるようになった。東ドイツ政府によりブーヘンヴァルトの火葬場の壁に記念額が設置された。またピオネールの名称もエルンスト・テールマン・ピオネールと命名されたほか、国家人民軍地上軍のエルンスト・テールマン陸軍士官学校、ドイツ人民警察のエルンスト・テールマン警察学校、人民公社エルンスト・テールマン車両及び猟銃工場など様々な施設の名称に彼の名が冠されていた。1972年、キューバの指導者フィデル・カストロは、キューバの無人島の一つをエルンスト・テールマン島に改称した。

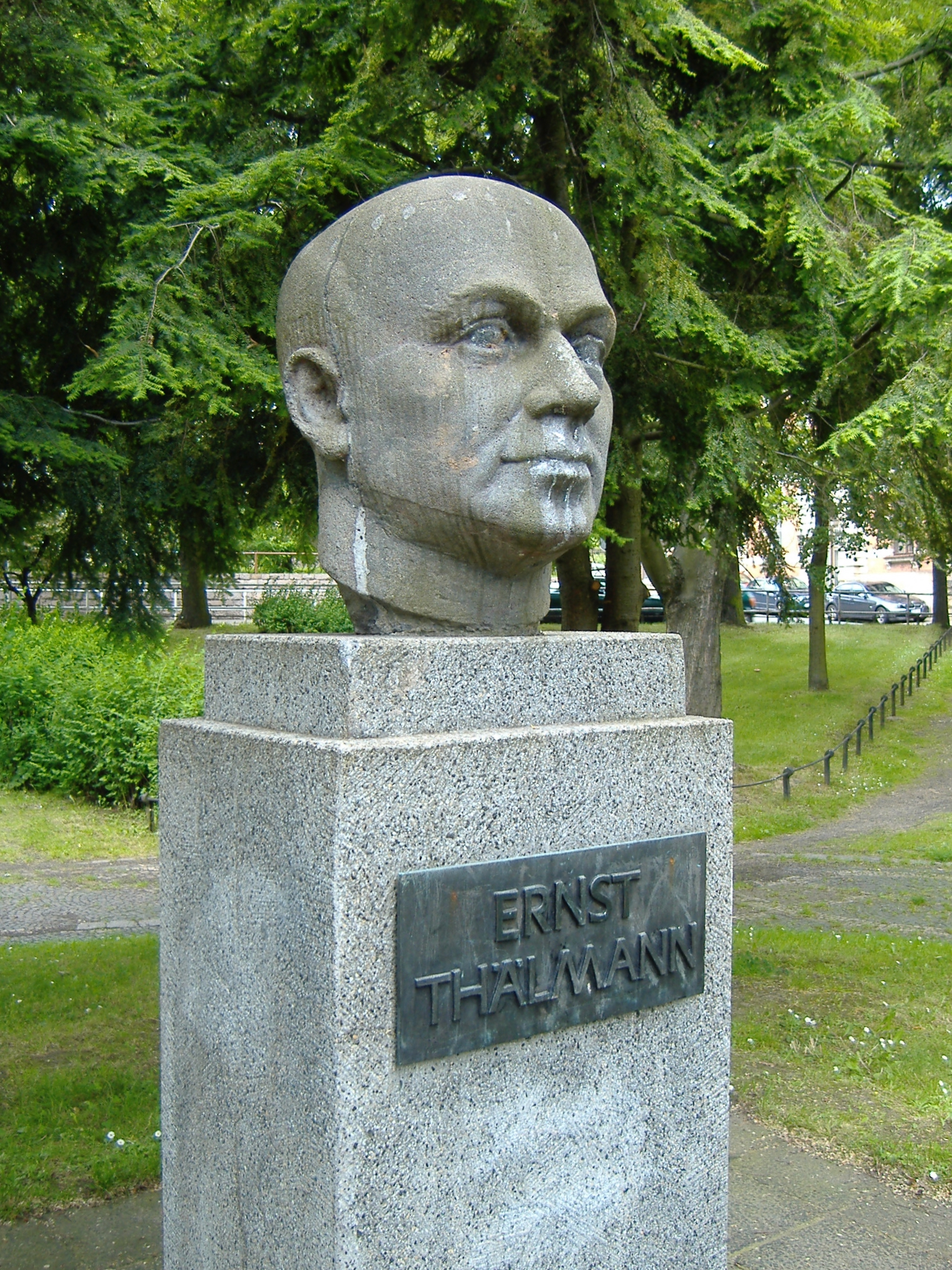
旧東ドイツ政府によりヴェルダウ（ドイツ語版）に立てられたエルンスト・テールマンの記念碑
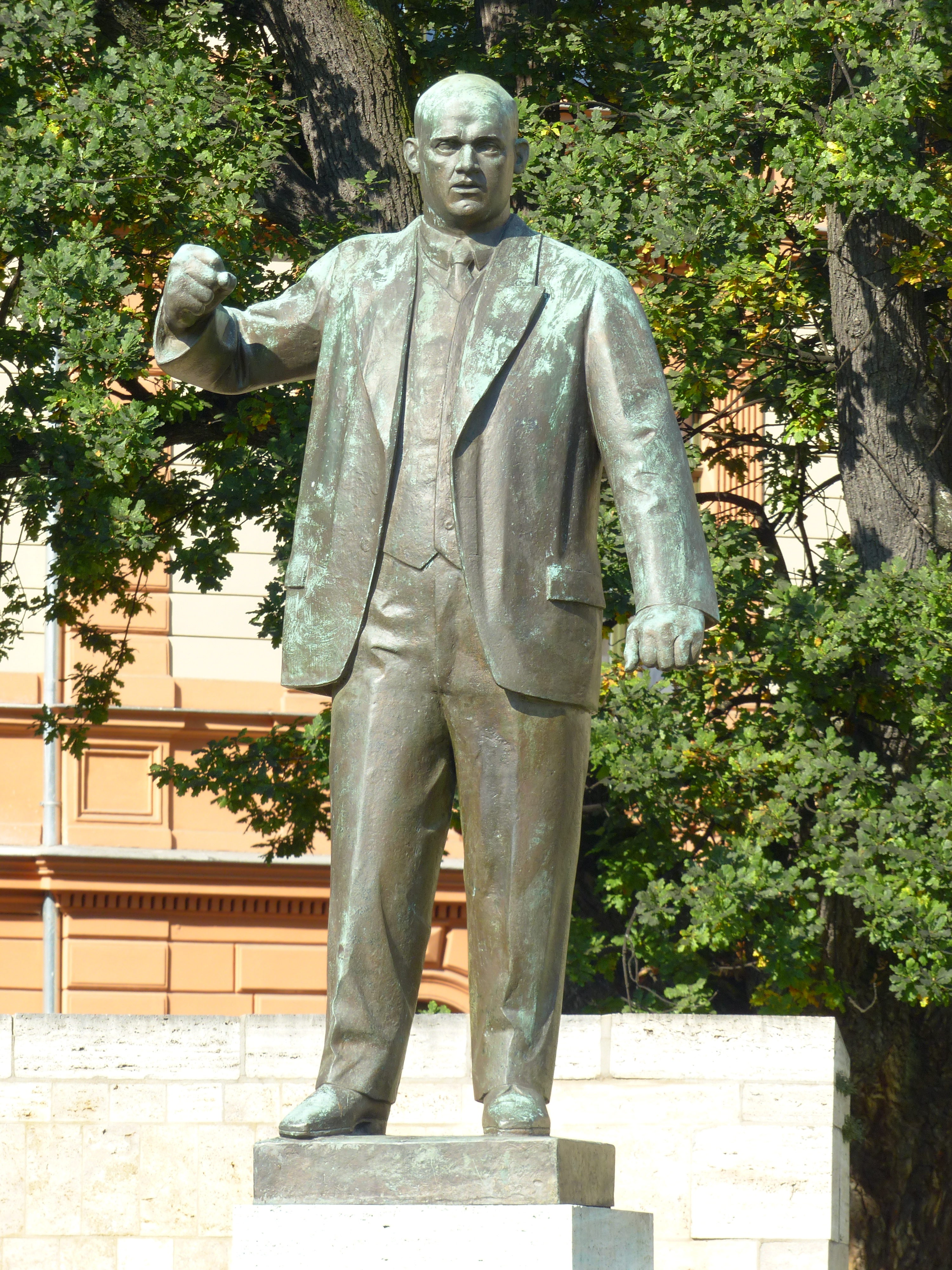
ヴァイマルのブーヘンヴァルト広場にあるテールマンの銅像
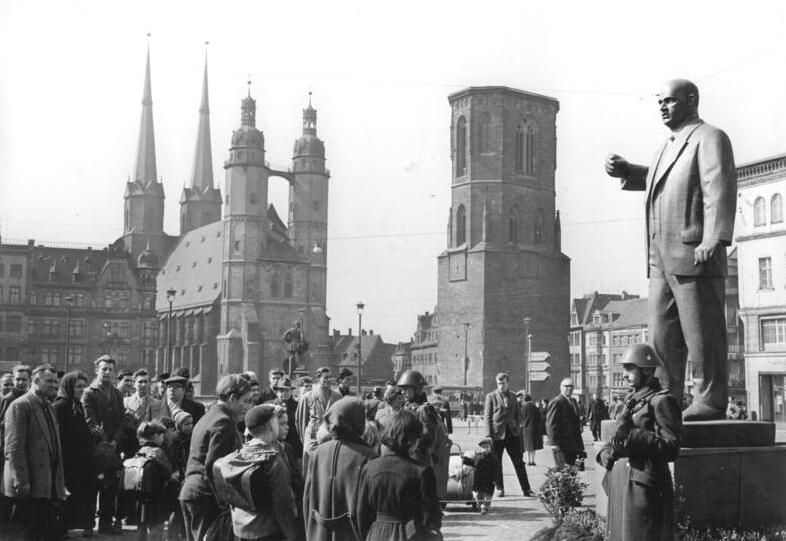
ハレにあるテールマンの銅像
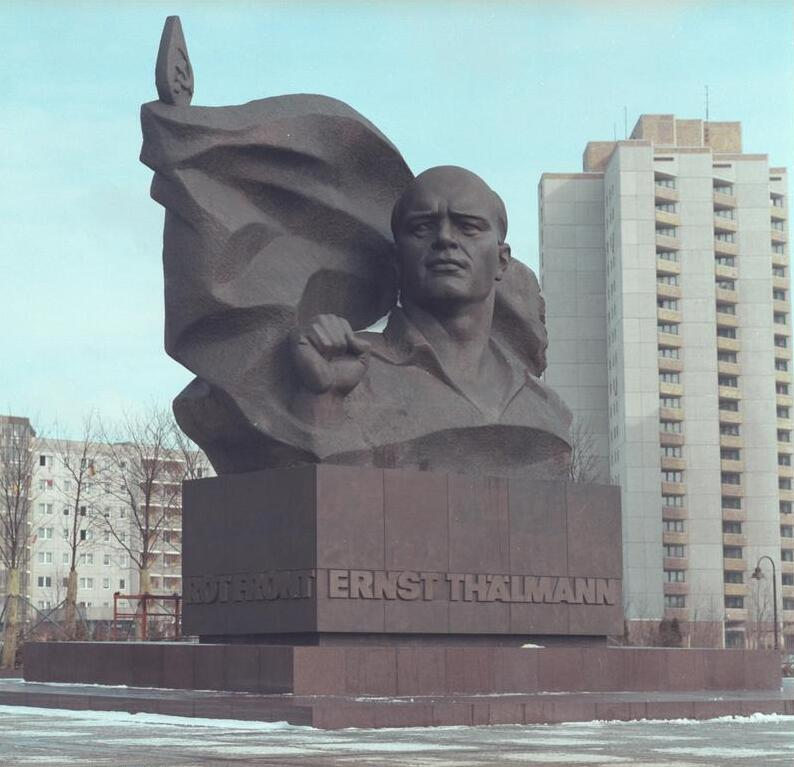
旧東ドイツ政府によりベルリンのプレンツラウアー・ベルクに建てられたテールマン記念碑
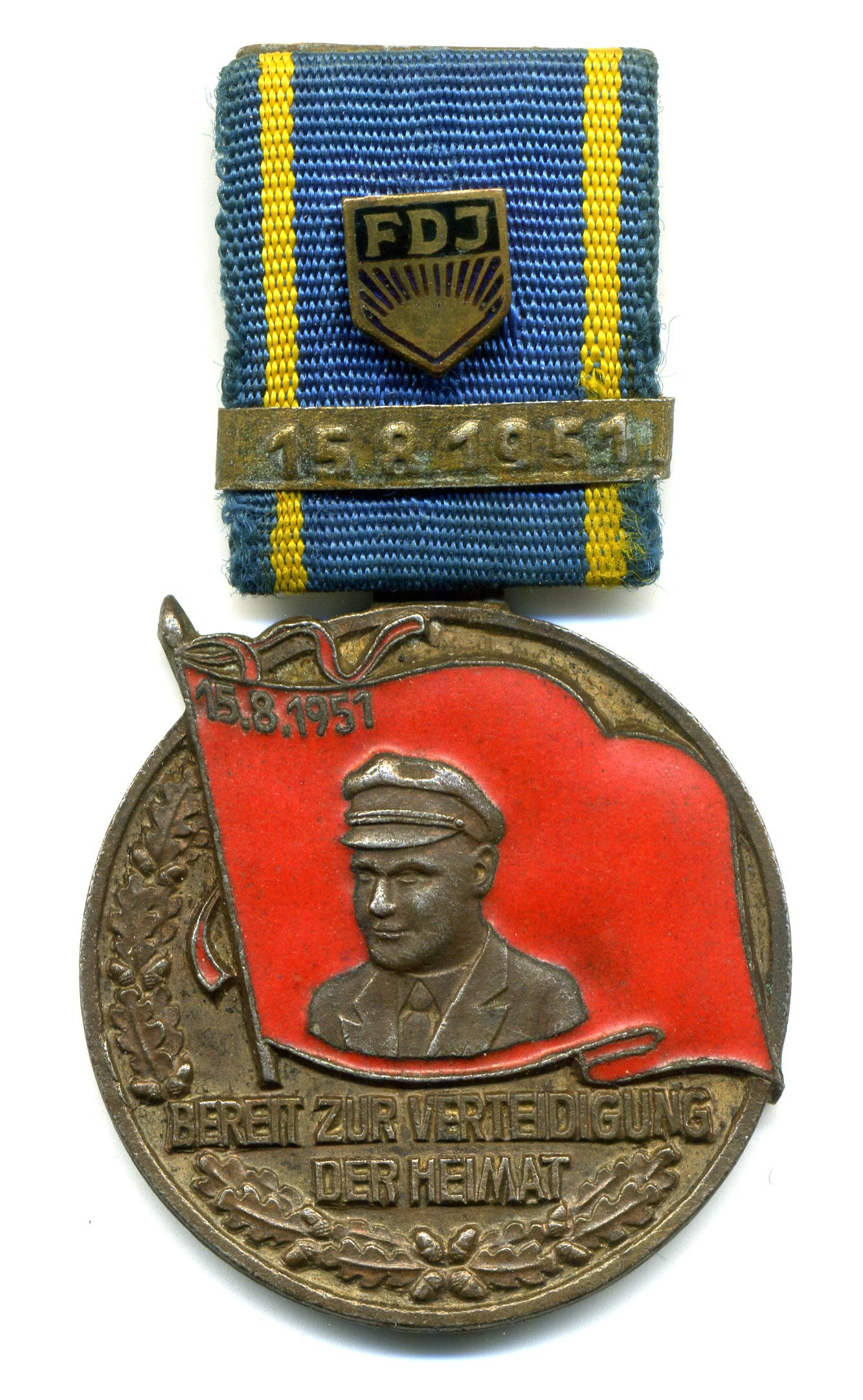
1951年に東ドイツの自由ドイツ青年団で制定されたテールマン・メダル（ドイツ語版）。
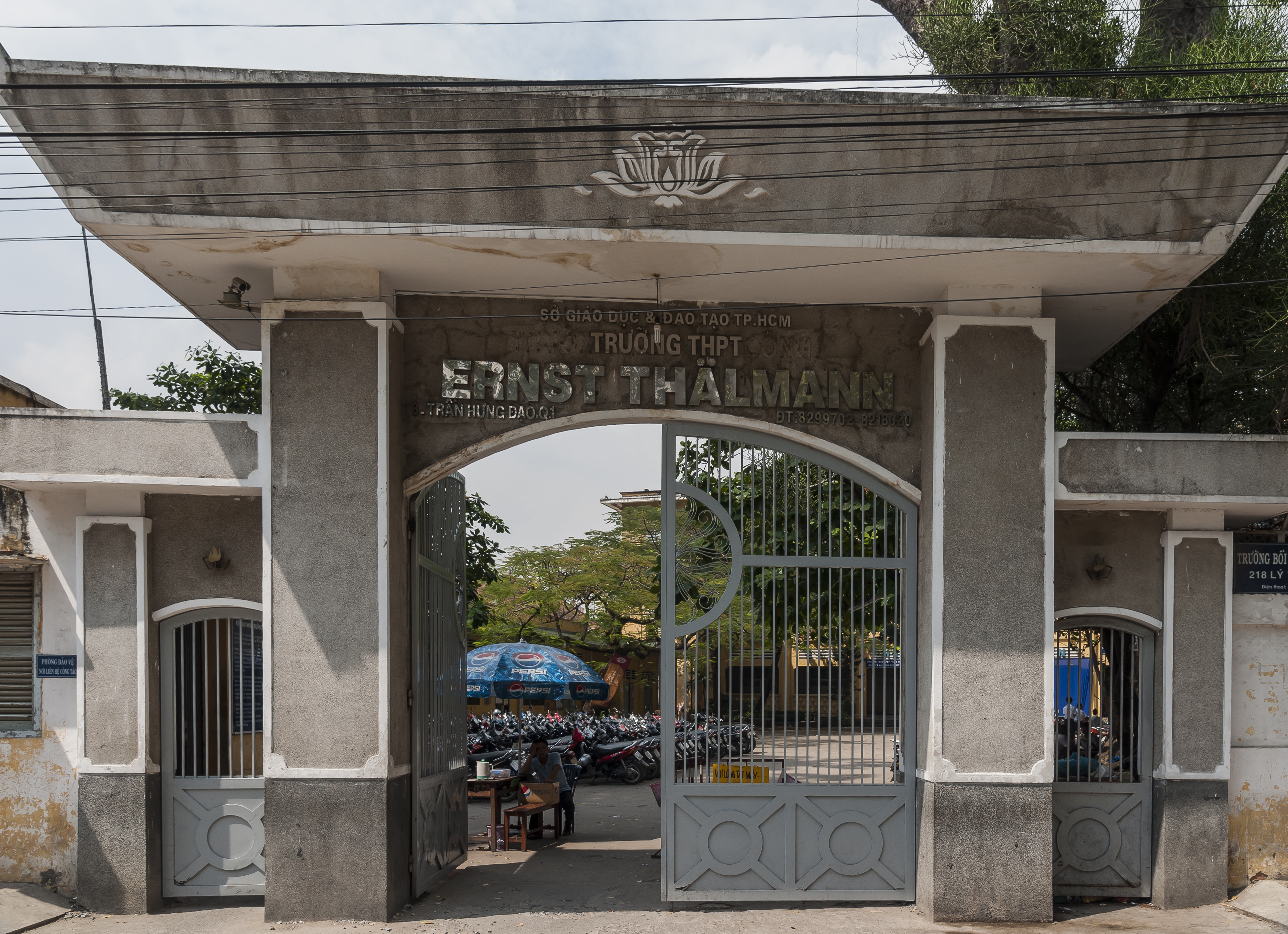
ベトナム社会主義共和国・ホーチミン市にあるエルンスト・テールマン高校(ベトナム語：trường thpt ernst thälmann)